# Svenska solteleskopet

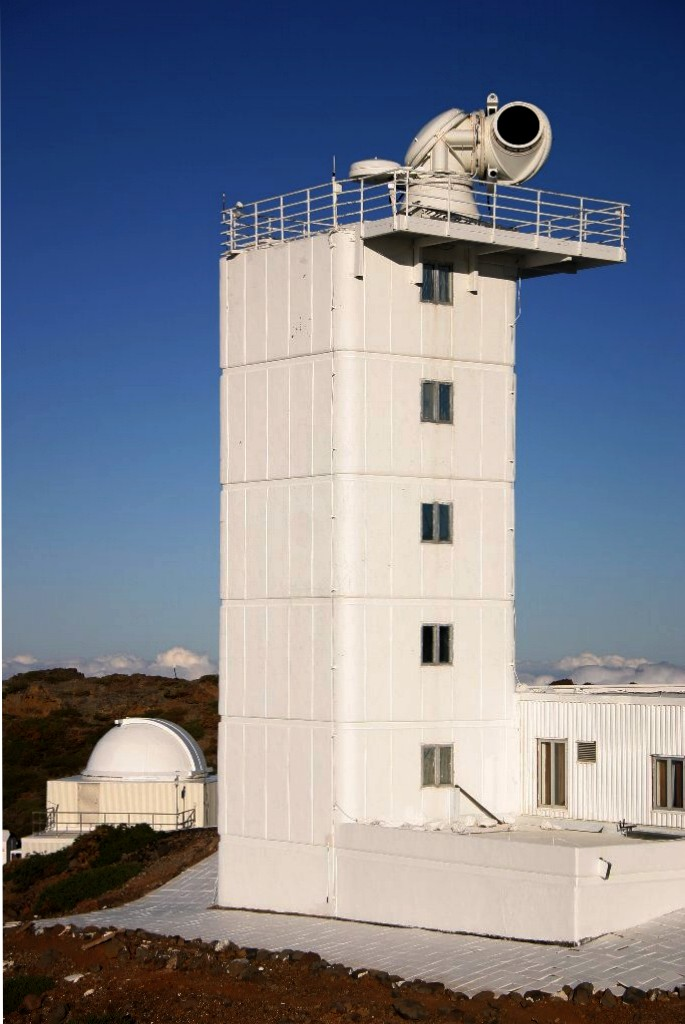
Svenska solteleskopet på La Palma.

Svenska solteleskopet (SST) är ett svenskt teleskop för studier av solen, beläget på La Palma, en av Kanarieöarna. Anläggningen är belägen 2360 meter över havet, inom Observatorio del Roque de los Muchachos. Teleskopet är en refraktor med en meters linsdiameter, vilket gör det till det näst största solteleskopet i Europa.
SST är ett vakuumteleskop, där själva linsen används som vakuumfönster för att utestänga luften från teleskopröret. Vakuumets roll är att undvika de störningar i bilden som annars uppstår till följd av att de stora mängder ljus som samlas in hettar upp både optiken och luften i teleskopröret. Teleskopet använder också en Schupmannkorrektor och adaptiv optik.

## Historik
SST uppfördes 2 mars 2002 och ersatte då det tidigare teleskopet SVST – Svenska Vacuum-solteleskopet, som fram till 2000 användes i samma byggnad. Ursprungligen lydde Institutet för solfysik under Kungliga vetenskapsakademien, som betalade huvuddelen av driften, men idag är huvudmannaskapet överfört till Stockholms universitet. 